# Белебенешть (Румунія)
Белебенешть, Белебенешті (рум. Bălăbănești) — село у повіті Галац в Румунії. Входить до складу комуни Белебенешть.
Село розташоване на відстані 223 км на північний схід від Бухареста, 78 км на північ від Галаца, 118 км на південь від Ясс.

## Населення
За даними перепису населення 2002 року у селі проживали 865 осіб, усі — румуни. Усі жителі села рідною мовою назвали румунську.